# Лахт, Уно
У́но Эдуа́рдович Лахт (эст. Uno Laht, до 11 февраля 1936 года Уно Бракманн (Uno Brakmann) и Уно Бракман (Uno Brachman), известен также под псевдонимом Ону Таль (эст. Onu Thal — Дядя Таль); 30 апреля 1924, Валга, Эстония — 24 сентября 2008, Таллин, Эстония) — эстонский поэт, прозаик и публицист.

## Биография
Родился в семье служащего таможни. Имя при рождении — Уно Бракман. В ходе кампании по эстонизации имён и фамилий в 1936 году его родители поменяли фамилию на Лахт (эст. Laht — залив).
Учился в начальной школе и в прогимназии города Валга, с 1937 года жил в Локса и продолжал обучение в 5-й реальной и 7-й средней школах Таллина.
Осенью 1940 года вступил в комсомол. С началом Великой Отечественной войны поступил в истребительный батальон и впоследствии был эвакуирован вместе с ним. В 1942 году был мобилизован в 971-й стрелковый полк Эстонского стрелкового корпуса, воевал командиром миномётного взвода в звании младшего лейтенанта. Под Великими Луками получил тяжёлое ранение, был эвакуирован в тыл. После выздоровления работал в Казани и учился в Казанском университете, где изучил английский язык. Оттуда Лахта направили на курсы комсомольских работников в Пушкин. С 1944 по 1946 год Лахт был перативным работником НКГБ Эстонской ССР и принимал участие в операциях против «лесных братьев».
С 1946 по 1951 год работал в редакции газеты «Ноорте Хяэль», с 1951 по 1953 год был корреспондентом газеты «Рахва Хяэль», позднее литературным консультантом Союза писателей Эстонии. Во время работы журналистом начал публиковать фельетоны, очерки, рассказы и стихи. В 1953 году вступил в КПСС.
В советское время Уно Лахта несколько раз его включали в списки лиц, которым не разрешалось выступать на радио и телевидении. Его партийное дело содержало множество сведений о наказаниях и выговорах. В период перестройки, в 1986 году, он вышел из рядов коммунистической партии и вновь вступил в неё в 1992 году, после выхода Эстонии из состава СССР.
Несмотря на признание литературных заслуг Уно Лахта, после его смерти в эстонской прессе его окрестили «заслуженным офицером КГБ» и упоминание о нём в числе прочих заслуженных деятелей эстонской культуры назвали «плевком в лицо тем, кто сражался или отдал свою жизнь за свободу отечества и всего эстонского народа».
Жил в Таллине.
Похоронен на таллинском кладбище Метсакальмисту.

## Творчество
Первое стихотворение Уно Лахта было опубликовано в 1946 году.
Постоянной темой творчества Лахта была внутриполитическая сатира, высказывание неприятной правды о положении в Эстонии, о её руководстве и функционерах. Он указывал на развращающее влияние нарождающегося общества потребления, а также на разрушение идеалов социальной справедливости. Для прозы Лахта часто характерен тяжеловесный или отточенный до барочного образный и интеллектуальный стиль.
Обращался Лахт и к лирике. Самые эмоциональные его стихи были положены на музыку несколькими композиторами. Он также написал либретто оперы Эйно Тамберга «Железный дом».
Занимался переводами прозы с английского и русского языков.

## Награды и премии
- 1974 — Литературная премия Эстонской ССР имени Юхана Смуула [4]
- 1975 — Премия Фридеберта Тугласа за новеллу[эст.][4]

Награждён медалью «За победу над Германией в Великой Отечественной войне 1941—1945 гг.».

## Сочинения
На эстонском языке
- 1954 — «Piimahambad» (1954) («Молочные зубы»)
- 1956 — «Piimahambad (plombeeritud)» (1956) («Запломбированные молочные зубы»)
- 1958 — «Sinelitaskust seanahkse portfellini» (1958) («От кармана шинели до шикарного портфеля»)
- 1960 — «Selle suve värsid» (1960) («Стихи этого лета»)
- 1960 — «Suitsuangerjad ja kastemärjad roosid» (1960) («Копчёные угри и мокрые от воды розы»)
- 1962 — «Kümne küüne laulud» (1962) («Песни десяти ногтей», в другом переводе «Руки загребущие»)
- 1967 — «Ingel läheb apteeki… korralikus seltskonnas» (1967) («Ангел идет в аптеку…»)
- 1974 — «Mu kallis koduvillane provints» (1973), премия имени Юхана Смуула (1974) («Моё родное захолустье»)
- 1981 — «Roosa müra» (1981) («Розовый шум»)

Сборники:
- 1961 — «Linnupesa teraskiivris» («Птичье гнездо в стальном шлеме»)
- 1967 — «Luuletused 1954–1964» («Стихотворения 1954–1964»)
- 1974 — «Bordelli likvideerimine» («Ликвидация борделя», в сборнике новеллы «Meie, tippkutid, üle kogu maakera» («Мы, лучшие парни во всем мире», в переводе автора — «Мы, суперзвёзды с чухонским уклоном...»[1]) — премия Фридеберта Тугласа за новеллу[4], «Isa kirjad» (Отцовские письма отца) и «Bordelli likvideerimine» («Ликвидация борделя»))
- 1983 — «Küürakas kaissukippuja» («Горбун, хватающий в объятия»)
- 1987 — «Lahekudemised» («Икрометания» : Очерки, портреты, критические статьи)
- 1990 — «Katastroika ehk Impeerium imendub Musta Auku…» («Катастройка, или Империя всасывается в Черную Дыру.…»)
- 1995 — «Jeestlased, nende jänkipoodid ning muud Balti pudrulõuad»

Под псевдонимом Onu Thal
- 1969 — «Paroodi-koodi-oodiad» («Пародийные оды»)
- 1995 — «Ei ühtegi ohmut tagasi Toompeale!!!. Eesti erakondade paiknevuse ja tähtsamate tippkuttide välimääraja»[4] («Не пропустим ни одного простака на Тоомпеа!!!. Полевой определитель расположения политических партий и наиболее важных лидеров Эстонии»)

На русском языке
- 1956 — «Солёный огурец» : Сборник сатирич. и юмористич. стихов : [Пер. с эст.]
- 1960 — «В одном лице» : Стихи / Авториз. пер. с эст. Л. Тоома и А. Голембы
- 1985 — «Банановый корабль в сиреневом тумане, и другое — с мягким прибалтийским акцентом» : [Сборник : Пер. с эст.][1]

Стихи, положенные на музыку
- Чтобы не стартовали ракеты : Для хора мальчиков и мужского хора без сопровождения (музыка Бориса Кырвера)
- 1962 — On maa peal taeva talapuud : Для мужского хора или 2 солистов-а капелла (музыка Густава Эрнесакса)
- 1962 — Pulmatola laulud : Для голоса в сопровождении фортепиано (музыка Лео Нормета)
- Песни из музыкальной комедии «Капуста и короли» (эст.): Для пения (соло, ансамбль) с сопровождении фортепиано / Либретто Уно Лахта по О. Генри
- 1980 — Фанфары Победы = Снова фанфары звучат так победно : Кантата для баса, смешан. хора и симфонического оркестра / Перевод с эст. Л. Хаустова[1]

## Деятельность в НКГБ Эстонской ССР в 1944–1946 годах
- В 1944 году проводил расследование преступлений против человечности, происходивших во время германской оккупации с 1941 по 1944 год в сборном лагере военнопленных, находившемся на площади Няйтузе в Тарту. Одним из материалов следствия по делу против членов «Омакайтсе» за период с июня по декабрь 1941 года стал протокол показаний Олава Карикоски (протокол Карикоски).
- В июле 1945 года руководил операцией по задержанию Фридриха Курга, в то время «лесного брата», во время гитлеровской оккупации — коменданта Тарту. В ходе перестрелки с сотрудниками советских органов безопасности раненый Кург застрелился[8].
- В декабре 1945 года оперативная группа под командованием Уно Лахта задержала другого «лесного брата», обер-лейтенанта карательной дивизии СС «Тотенкопф» на Украине Олафа Таммарка, позже — адъютанта Фридриха Курга (после восьми лет заключения в казахстанском «Степлаге»  и последующей экстрадиции в Германию Таммарк поселился в США)[9].

По утверждению эмигрировавшего в 1944 году в 14-летнем возрасте на Запад писателя Эйнара Сандена, по увольнении в запас Уно Лахт продолжал сотрудничество с КГБ, и его партнёром в КГБ был майор Рандар Хийр.

## Деятельность после выхода Эстонии из состава СССР
Был членом руководства Эстонского союза против неонацизма и разжигания межнациональной вражды.
В 2004 и 2005 году публиковал статьи на российском интернет-портале REGNUM об одностороннем освещении истории в Эстонии и о преступлениях против человечности, совершавшихся членами организации Омакайтсе и происходивших в 1941 году в тартуском концлагере и в танковом рву вблизи города (т. н. Jalaka liin — «Линия Ялака»), участником расследования которых он был во время работы в НКГБ Эстонской ССР.
18 марта 2005 года Уно Лахт вместе с Арнольдом Мери выступил с лекцией в средней школе города Маарду, где утверждал, что никакой оккупации Эстонии Советским Союзом в 1940 году не было и Эстония сама просила о вхождении в СССР, за что в эстонской прессе был назван «русским антифашистом».